# تاکاشی نونومورا
تاکاشی نونومورا (انگلیسی: Takashi Nonomura؛ زادهٔ ۲۰ مارس ۱۹۶۹) کشتی‌گیر اهل ژاپن بود.